# Mosna
Pour les articles homonymes, voir Mosna (homonymie).
Mosna (en serbe cyrillique : Мосна) est un village de Serbie situé dans la municipalité de Majdanpek, district de Bor. Au recensement de 2011, il comptait 723 habitants.

## Démographie

### Évolution historique de la population
| 1948 | 1953 | 1961  | 1971 | 1981 | 1991 | 2002 | 2011 |
| ---- | ---- | ----- | ---- | ---- | ---- | ---- | ---- |
| 923  | 966  | 1 027 | 905  | 920  | 920  | 787  | 723  |

|  |